# Cyclorhiza peucedanifolia
Cyclorhiza peucedanifolia là một loài thực vật có hoa trong họ Hoa tán. Loài này được (Franch.) Constance mô tả khoa học đầu tiên năm 1997.